# Schistocerca piceifrons
Schistocerca piceifrons är en insektsart som först beskrevs av Walker, F. 1870.  Schistocerca piceifrons ingår i släktet Schistocerca och familjen gräshoppor.

## Underarter
Arten delas in i följande underarter:
- S. p. piceifrons
- S. p. peruviana